# 볼리비아군

볼리비아군(스페인어: Fuerzas Armadas de Bolivia)은 볼리비아의 군대이다. 볼리비아군은 볼리비아의 외부 및 내부 방어를 담당하며 볼리비아 육군, 볼리비아 공군 및 볼리비아 해군으로 구성된다. 이 모든 기관은 이 나라 국방부에 의존한다.
볼리비아 육군, 볼리비아 공군, 볼리비아 해군 외에도 볼리비아 경찰은 평화 시에는 정부부에 의존하지만 군대 기본법에 따라 SAR-FAB 비상 및 구조 부대와 같은 다른 예비 기관과 함께 이 국가의 군대와 더불어 예비군에 속한다.
볼리비아 군대의 규모와 구성에 대한 수치는 매우 다양하며 공식 데이터는 드물다. 그러나 세 가지 주요 병력(육군, 해군, 공군)을 합하면 총 40,000~70,000명에 달하는 반면, 볼리비아 경찰은 약 40,000명 정도 되는 것으로 추산된다. 2024년 6월 26일, 수니가 장군이 쿠데타 시도로 체포되었다.